# Margaret e Mary Shelton
Margaret e Mary Shelton (tra il 1510 e il 1515 – tra il 1570 e il 1571) furono due sorelle che vissero sotto il regno di Enrico VIII d'Inghilterra e una delle due potrebbe essere stata l'amante del sovrano, di recente alcuni storici hanno iniziato a ritenere che le due possano essere in realtà una persona sola.

## Le sorelle
Margaret e Mary Shelton nacquero fra il 1510 e il 1515 da John Shelton e da Anne Shelton, quest'ultima era sorella di Thomas Boleyn, I conte del Wiltshire che diverrà poi il padre di Anna Bolena, seconda moglie di Enrico VIII d'Inghilterra, ne consegue che le due giovani erano prime cugine con la sovrana.
Dai documenti emerge che Margaret, detta Madge, andò a servizio a corte presso la cugina e che fu presente alla sua prima apparizione pubblica avvenuta alla vigilia di Pasqua del 1533.
Mary invece pare facesse parte di un circolo culturale in cui si trovava anche il famoso poeta dell'epoca Thomas Clere oltre a Henry Howard, conte di Surrey e Thomas Wyatt con cui ella ebbe delle corrispondenze romantiche. Pare che le più strette amicizie di Mary fossero Margaret Douglas, una delle nipoti del re e Mary FitzRoy, moglie dell'unico figlio illegittimo che Enrico abbia mai riconosciuto. Mary fu fra le donne che scrissero il Devonshire MS una miscellanea di versi che copre il decennio 1530-1540.
Il padre di Margaret e Mary venne creato cavaliere nel 1509 ed in tutto in famiglia erano una decina fra fratelli e sorelle, pare che Mary si sia sposata tre volte dopo la morte del fidanzato, il poeta Thomas Clere, ed ebbe in tutto sette figli.

## L'amante
Si crede che una delle due sia divenuta l'amante del sovrano per un periodo di qualche mese a partire dal febbraio 1535, almeno secondo quanto affermato dall'ambasciatore imperiale Eustace Chapuys che fa riferimento a una Mistress Shelton. Secondo alcuni biografia questa Mistress va identificata in Margaret, Chapuys era sempre a corte mentre era in Inghilterra, molto più di quanto non vi fossero altri scrittori coevi. Il vescovo Latimer identificò in Margaret la donna che rimase vicino ad Anna mentre ebbe l'aborto che avvenne a ridosso della morte di Caterina d'Aragona, ella era dunque una delle donne più vicine alla regina, e non solo per legami di sangue, ma alla fine venne allontanata dalla corte.
Recenti ricerche hanno suggerito che in realtà si trattasse di Mary e non della sorella e che ella fosse stata addirittura scelta per divenire la quarta moglie del re, tale confusione negli storici più antichi avrebbe potuto generarsi dalla confusione fra la g e la y facilmente confondibili nella scrittura dell'epoca. Alcuni storici, per altro, ritengono che in realtà le due sorelle fossero una sola e che fosse Mary l'amante del sovrano.
Sarebbe quindi Mary, in questo caso, la damigella di corte e la parentela non deve dare per scontato che le due fossero alleate, non tutti i Bolena appoggiavano Anna, e, per altro, la gelosia della sovrana verso le altre donne è ben riportata nelle cronache. Mary scrisse molti componimenti sull'amore e pare che Anna potesse essere gelosa del fatto che ella scrivesse delle poesie che potessero riguardare il re. Le cronache dicono che Mary oltre a essere talentuosa fosse anche bella e che a corte avesse amici di una certa influenza, il pettegolezzo che Madge Shelton potesse divenire la quarta moglie del re è riportato nelle Lettere di Lisle datate al 1538.
Nel 1536 Madge venne fidanzata ad Henry Norris un cortigiano di alto rango che sfortunatamente in quel periodo venne accusato di tradimento perché accusato di essere uno degli amanti della regina. È in questo contesto che poi Francis Weston, un altro degli uomini che venne poi giustiziato sempre con l'accusa di essere uno degli amanti di Anna, disse alla sovrana che forse Norris andava nelle sue stanze per vedere lei e non la sua dama di compagnia, una frase prontamente ripresa dalle molte orecchie della corte. La data di nascita di Mary è estremamente incerta e si crede che ella potesse essere anche molto giovane quando iniziò la relazione con il re che fu comunque di breve durata.

## Le poesie
Il Devonshire MS passò in molte mani durante la sua esistenza ed arrivò per la prima volta nelle mani di Mary nel 1536 periodo nel quale ella aggiunse diversi componimenti, nel 1539 l'opera era probabilmente nelle mani di Mary Fitzroy ed anche questa volta Mary vi aggiunse diverse cose attingendo anche alle opere medievali.
Il Devonshire contiene bene o male 180 componimenti e di questi più di un centinaio non hanno un autore accertato, la maggioranza di essi viene attribuita a Thomas Wyatt, mentre altri sembrano essere copie delle opere di Geoffrey Chaucer. Altri ancora, ovviamente, si ritengono opera dei cortigiani dell'epoca ed alcuni riportano firme piuttosto oscure, come delle iniziali, alcuni che sono firmati Ann potrebbero essere stati opera di Anna Bolena stessa.
Si ritiene che la stessa Mary Shelton, come si è già detto, abbia scritto diversi di quei componimenti in un'epoca in cui per altro quei versi altro non erano che parte della normale interazione sociale della corte.